# Sakamichi Series
Sakamichi Series (Nhật: 坂道シリーズ "Sakamichi Series") là cụm từ để chỉ các nhóm nhạc thần tượng Nhật Bản bắt đầu với Nogizaka46, nhóm nhạc đối thủ của AKB48. Theo thời gian, các nhóm nhạc mới được ra mắt với tư cách là nhóm nhạc chị em của Nogizaka46, hình thành nên Sakamichi Series. Nhóm nhạc đầu tiên, Nogizaka46, ra mắt vào ngày 22 tháng 2, 2012 với đĩa đơn Guruguru Curtain.
Từ năm 2015, các nhóm chị em dần được thành lập: Sakurazaka46 (thành lập năm 2020, tiền thân là Keyakizaka46 từ 2015-2020), Yoshimotozaka46 (2018) và Hinatazaka46 (thành lập năm 2019, tiền thân là nhóm nhỏ Hiragana Keyakizaka46 của Keyakizaka46 từ 2015-2019).

## Lịch sử
Nhóm nhạc đầu tiên, Nogizaka46, được thành lập vào ngày 22 tháng 8, 2011 và ra mắt đĩa đơn đầu tiên Guruguru Curtain vào ngày 22 tháng 2, 2012.
Nhóm thứ hai, và là nhóm chị em đầu tiên của Nogizaka46, Keyakizaka46, được thành lập vào ngày 21 tháng 8 năm 2015. Ban đầu nhóm định đặt tên là Toriizaka46 nhưng sau đó được thay đổi thành Keyakizaka46. Họ phát hành đĩa đơn đầu tiên Silent Majority vào ngày 6 tháng 4 năm 2016. Một nhóm nhỏ (sub group) gọi là Hiragana Keyakizaka46 được thành lập ngay sau đó. Vào ngày 16 tháng 7 năm 2020, Keyakizaka46 thay đổi tên nhóm và đổi thương hiệu, với tên mới là Sakurazaka46. Thay đổi có hiệu lực từ ngày 14 tháng 10.
Vào ngày 21 tháng 2 năm 2018, Yoshimotozaka46 được thành lập với tư cách là nhóm thứ ba trong nhượng quyền thương mại. Đây là một nhóm khác nhiều so với ba nhóm còn lại ở chỗ có cả thành viên nam và nữ ở nhiều độ tuổi khác nhau, và hầu hết các thành viên đều là nghệ sĩ giải trí Nhật Bản. Không giống như các nhóm khác, Yoshimotozaka46 được đặt theo tên của công ty quản lý nhiều nghệ sĩ hài Nhật Bản, NMB48 và JO1 của Produce 101 Nhật Bản và có trụ sở tại Osaka. Họ đã phát hành đĩa đơn đầu tiên của mình, Nakasete Kure yo, vào ngày 26 tháng 12 năm 2018.
Vào ngày 11 tháng 2 năm 2019, Hiragana Keyakizaka46, nhóm phụ của Keyakizaka46 (lúc này vẫn chưa đổi tên thành Sakurazaka46), tách ra độc lập và đổi tên thành Hinatazaka46, do đó trở thành nhóm thứ tư trong nhượng quyền thương mại. Nhóm đã phát hành đĩa đơn đầu tay, Kyun, vào ngày 27 tháng 3 năm 2019.
Vào mùa hè năm 2018, một buổi Thử giọng Sakamichi chung đã được tổ chức và 36 trong số những thí sinh đã thử giọng đã được chấp nhận. Trong số 36, 21 thí sinh ngay lập tức được tuyển thẳng vào các nhóm: Nogizaka46 (11 thành viên), Keyakizaka46 (9 thành viên) và Hinatazaka46 (1 thành viên). 15 thí sinh khác được xếp vào nhóm Sakamichi Kenshusei (坂道研修生) vào năm 2019. Vào ngày 16 tháng 2 năm 2020, 14 thực tập sinh cuối cùng đã được chỉ định vào ba nhóm, với năm người sẽ đến Nogizaka46, sáu người sẽ đến Sakurazaka46 và ba người sẽ đến Hinatazaka46. Thành viên còn lại đã rời đi trước khi được ra mắt.
Năm 2021, các thành viên của Nogizaka46, Sakurazaka46 và Hinatazaka46 cùng đóng vai chính trong bộ phim truyền hình thần bí Borderless, dựa trên tiểu thuyết cùng tên của Tetsuya Honda. Đây sẽ là lần hợp tác đầu tiên của họ trong một bộ phim truyền hình.

## Những nhóm hiện tại
| Tên nhóm                   | Màu chính thức | Năm hoạt động                                             | Đội                                         | Địa điểm | Ghi chú |
| -------------------------- | -------------- | --------------------------------------------------------- | ------------------------------------------- | -------- | --- |
| Nogizaka46 (乃木坂46)      | Tím            | 2011–nay                                                  | 1st Gen, 2nd Gen, 3rd Gen, 4th Gen, 5th Gen | Tokyo    | Nhóm nhạc đầu tiên của hệ thống |
| Sakurazaka46 (櫻坂46)      | Trắng-Hồng     | 2015–2020 (Keyakizaka46) 2020-nay (Sakurazaka46)          | 1st Gen, 2nd Gen, 3rd Gen                   | Tokyo    | Nhóm chị em đầu tiên Tiền thân là Keyakizaka46 (màu chính thức là xanh lá) Đổi tên thành Sakurazaka46 từ ngày 14/10/2020.             |
| Hinatazaka46 (日向坂46)    | Blue           | 2015–2019 (Hiragana Keyakizaka46) 2019–nay (Hinatazaka46) | 1st Gen, 2nd Gen, 3rd Gen, 4th Gen          | Tokyo    | Tiền thân là Hiragana Keyakizaka46 (sub group của Keyakizaka46). Thông báo độc lập và đổi tên thành Hinatazaka46 vào ngày 11/02/2019. |
| Yoshimotozaka46 (吉本坂46) | Orange         | 2018–nay                                                  | 1st Gen, 2nd Gen                            | Osaka    | Nhóm chị em thứ 2, nhóm nhạc chị em đầu tiên có cả nam và nữ và không giới hạn độ tuổi.                                               |